# Culiseta novaezealandiae
Culiseta novaezealandiae är en tvåvingeart som beskrevs av Raghavan Sridharan Pillai 1966. Culiseta novaezealandiae ingår i släktet Culiseta och familjen stickmyggor. Inga underarter finns listade i Catalogue of Life.